# ジレット

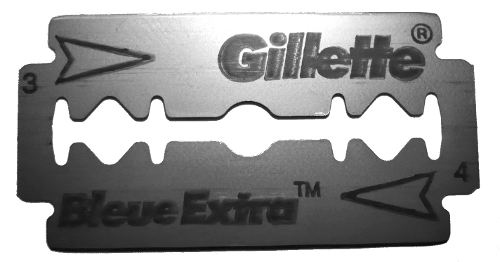
ジレットの剃刀刃 (2010)

ジレット (Gillette) は、剃刀製品のブランド。元はアメリカ合衆国の独立企業だったが、2005年以降はプロクター・アンド・ギャンブル (P&G) が販売している。

## 歴史

### ジレット社時代
1901年にキング・キャンプ・ジレットがアメリカン・セーフティ・レザー・カンパニー (American Safety Razor Company) として創設し、1902年にジレット・セーフティ・レザー・カンパニーに改名した。1903年に世界初のT字型替刃式の安全カミソリを製造販売開始した。1904年、「Gillette」を商標登録した。
1967年にドイツの電気機器メーカーのブラウン社を買収し子会社とした。1996年、電池メーカーのデュラセルを買収し子会社とした。これらは現在はP&Gの子会社である。
吸収合併直前の社名はザ・ジレット・カンパニー (the Gillette Company)、本社はボストン、雇用者数は2万9400人、売り上げは92億5000万ドル(2004)。

### P&G時代
2005年10月1日にP&Gに吸収合併され、同時にニューヨーク証券取引所の上場を廃止された。

## 海外展開

### 日本
日本では1920年代から輸入販売が行われ、全国で新聞広告を展開していた（右「画像外部リンク」参照）。
ジレットの日本法人が設立されたのは1944年6月27日でジレットジャパンインコーポレイテッドとして設立された。
1967年にブラウン社の日本法人であるブラウンエレクトリックジャパン株式会社（設立は1962年、本社が横浜市中区にあった）を吸収し、ブラウンジレットジャパンインコーポレイテッドとなったのち、2002年にジレットジャパンインコーポレイテッドに社名を戻している。その後、2006年4月1日からはジレットジャパンエルエルシーに事業を移管して、ジレットとブラウンのブランドを日本で展開していた。
2007年7月1日にプロクター・アンド・ギャンブル・ジャパン株式会社（P&Gの日本法人、現・P&Gジャパン合同会社）に事業が移管され、ジレットジャパンエルエルシーは解散した（これに伴い、日本での拠点は横浜市から神戸市に移転している）。

## 日本向け製品一覧

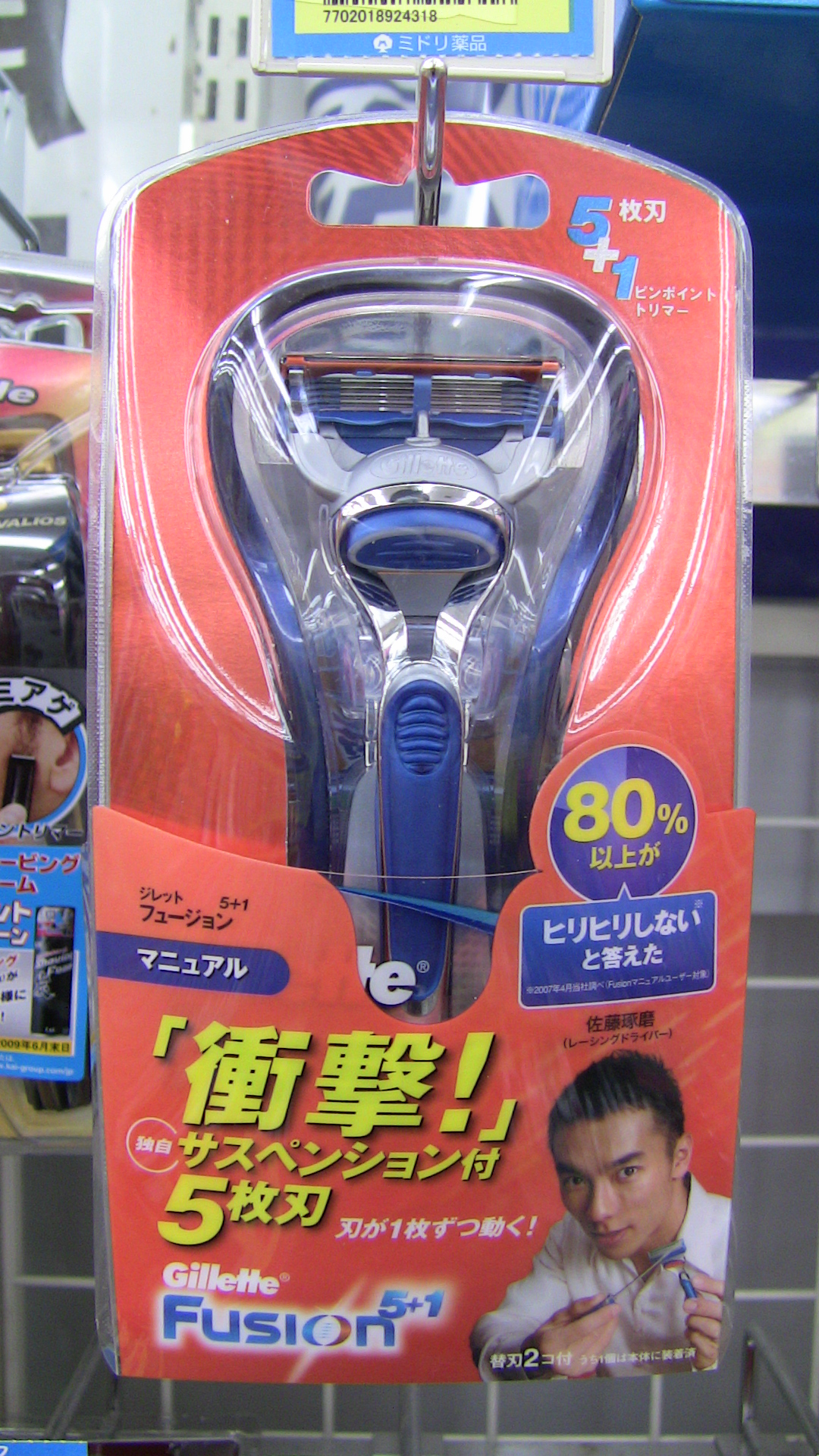
ジレット・フュージョン5+1

### 替刃式カミソリ
「Labs」を除く5枚刃タイプと「スキンガード」はホルダー・替刃に相互互換性がある。2021年10月に「プロシールド」・「プログライド」・「スキンガード」・「フュージョン」をリニューアルするとともに、従来から「センサーエクセル 替刃」に採用していた紙製パッケージを「マッハシンスリー」を含むすべての男性向け替刃式カミソリに拡大採用された。リニューアル品の替刃は旧製品のホルダーとも互換性があるため、保有製品の刃を最新仕様へアップグレードすることも可能である。
- Labs 角質除去バー搭載 - 2023年4月（ECサイトは同年3月）発売。「フレックスディスク」と呼ばれる左右に可動するディスク状の構造を採用し、刃の下に「角質除去バー」と呼ばれる汚れや古い角質を取るための凹凸状のバーを搭載した5枚刃マニュアルタイプ。本体は壁掛け用ハンガーが同梱する替刃1個付とカミソリスタンドが同梱する替刃3個付の2種類。替刃は4個と8個の2種類で、バーをはめ込むスペースが設けられているため、「Labs」シリーズ専用となる。
- プロシールド - 2016年7月発売。刃の後部分に加え、刃の前部分にもジェルスムーサーを搭載した5枚刃マニュアルタイプ。ジェルスムーサー部は黄色。2021年10月のリニューアルではジェルスムーサーが改良され、高潤滑成分を新たに配合された「W潤滑ジェルスムーサー」となり、ハンドルのデザインが変更された。本体は替刃2個付・替刃6個付・替刃10個付の3種類（いずれも1個は本体に装着済）、替刃は4個と8個。
  - プロシールド 電動 - 2020年10月発売。「プロシールド」に摩擦軽減モーターを搭載した乾電池式の5枚刃電動タイプ。本体は替刃2個付と替刃6個付の2種類（いずれも1個は本体に装着済）。なお、本品では電動用の替刃の設定がないため、マニュアルタイプの「プロシールド」用替刃が電動用の替刃を兼ねることとなる。
- プログライド - 2015年2月（ECサイトは同年1月）に「プログライド フレックスボール マニュアル」として発売。ハンドル部分に可動域を拡げる「フレックスボール」を搭載した5枚刃マニュアルタイプ。2021年10月のリニューアルでは、刃の下に装着されたクシで毛の流れを整える「マイクロコーム」が追加され、ジェルスムーサー部の色をオレンジに変更。ハンドルのデザインも変更された。本体は替刃2個付・替刃6個付・替刃10個付の3種類（いずれも1個はホルダーに装着済）。替刃は4個・8個に加え、大容量パックの12個も設定されている。
  - プログライド 電動 - 2015年2月（ECサイトは同年1月）に「プログライド フレックスボール パワー」として発売。「プログライド」に摩擦軽減モーターを搭載した乾電池式の5枚刃電動タイプ。2021年10月のリニューアルでは、「プログライド」での改良点に加え、「プロシールド」と同じく刃の前部分にもジェルスムーサーを搭載した「W潤滑ジェルスムーサー」となった。本体は替刃2個付・替刃6個付・替刃10個付の3種類（いずれも1個はホルダーに装着済）。電動用の替刃も設定されており、替刃は4個と8個が設定されている。
  - プログライド エアー 電動 - 2022年9月発売。「プログライド 電動」に搭載されている「Wジェルスムーサー」を青色の「エアリージェルスムーサー」と呼ばれるクールタイプのスムーサーとした5枚刃電動タイプ。本体は替刃2個付と替刃6個付の2種類（いずれも1個はホルダーに装着済）。替刃は4個と8個が設定されている。
- スキンガード - 2019年10月発売。刃の前後に搭載したアボカドオイル入りのジェルスムーサーに加え、刃と刃の間に刃の圧力の軽減を図る「スキン保護ガード」を搭載した2枚刃マニュアルタイプ。本体は2021年3月に「フレックスボール」を搭載、同年10月に青のアクセントを配したハンドルデザインに変更された。本体は替刃2個付、替刃6個付、替刃10個付の3種類（いずれも1個は本体に装着済）。替刃は4個と8個の2種類がある。
  - スキンガード 電動 - 2020年10月発売（同年8月にAmazon.co.jpで先行発売）。「スキンガード」に摩擦軽減モーターを搭載し、Wジェルスムーサーにアロエを追加配合した乾電池式の2枚刃電動タイプ。マニュアルタイプ同様、本体は2021年3月に「フレックスボール」を搭載、同年10月に青のアクセントを配したハンドルデザインに変更された。本体は替刃2個付と替刃6個付の2種類（いずれも1個は本体に装着済）。電動用の替刃も設定されており、替刃は4個と8個の2種類がある。
- フュージョン - 2006年8月に「フュージョン5+1（ファイブワン） マニュアル」として発売。替刃式カミソリでは世界初となる5枚刃でサスペンションを内蔵し、裏面にピンポイントトリマーを搭載。2021年10月のリニューアルでは刃が極薄化され、ハンドルカラーが黒基調となった。本体は替刃2個付と替刃6個付の2種類（いずれも1個はホルダーに装着済）、替刃は4個、8個に加え、大容量パックの12個も設定されている。
  - フュージョン 電動 - 2006年8月に「フュージョン5+1 パワー」として発売。「フュージョン」に摩擦軽減モーターを搭載した乾電池式5枚刃電動タイプ。2021年10月のリニューアルでは「フュージョン」での改良点に加えてスタビライザー機能が搭載された。本体は替刃2個付（うち1個はホルダーに装着済）。電動用の替刃も設定されており、替刃は4個、8個、12個の3種類が設定されている。
- マッハシンスリー - サスペンション内蔵の3枚刃マニュアルタイプ。国内版は2005年8月のリニューアル時に「マッハスリー」に商品名を変更していたが、2014年8月のパッケージリニューアルに伴い、現在の商品名となる。現在は替刃のみ、大容量パックの8個入のみの発売である。「マッハ」シリーズのホルダー専用。
  - マッハシンスリー ターボ - 「マッハシンスリー」の刃の上部にジェルバーを搭載した上位製品。国内版は「マッハスリーターボ」に商品名を変更していた、2014年8月のパッケージリニューアルに伴い、現在の商品名となる。ホルダーと替刃は4個、8個が設定されている。
- センサーエクセル - 水溶性のスムーサーを内蔵した2枚刃マニュアルタイプ。日本国内では現在替刃のみ、10個入りのみの発売である。「センサー」シリーズのホルダー専用である。
- ヴィーナスシリーズ - 女性用。各商品の替刃は全ての替刃式「ヴィーナス」のホルダーで使用可能で、アップグレードも可能である。2015年2月に一部製品を除く全製品のパッケージをリニューアルした。
  - スワール - 2016年2月発売。左右方向への首振りを可能にする「フレキシボール」を搭載し、刃自体を「ヴィーナス」シリーズ内で最薄とし、「マイクロファインコーム」と刃を囲うように配置した「モイスチャーグライドリボン」を採用した5枚刃タイプ。
  - エンブレイス - 2009年2月発売。刃を囲むように配置した360°スムーサーを採用した女性用カミソリで初めての5枚刃タイプ。2011年2月にホルダーのハンドルカラーをピンクに変更。2015年2月のパッケージリニューアルに合わせ、「エンブレイス5」から商品名を変更した。
  - エンブレイス センシティブ - 360°スムーサーにアロエ成分を配合した低刺激設計（「ファーストヴィーナス」比）の5枚刃タイプ。発売当初は「プロスキン センシティブ（2012年2月発売）」の名称だったが、2015年2月のパッケージリニューアルに合わせ、5枚刃タイプの「エンブレイス」のシリーズ品として商品名を変更。さらに、本体は同梱の替刃が1個（ホルダーに装着済み）から2個（うち1個はホルダーに装着済）に増量した。
  - スナップ エンブレイス付き - 2015年2月発売。小型サイズのピンクハンドルに5枚刃の「エンブレイス」を装着し、収納用のコンパクトも同梱した外出用。
  - コンフォートスムース スキンコンディショナー配合 - 2013年2月に「ヴィーナス&オレイ」として発売。グリセリンとワセリンを配合したソープ付5枚刃タイプ。発売当初、製品名に付けられていた「オレイ」とは、P&Gが日本国外で展開しているスキンケアブランドである[注 1]。2018年3月にソープ付製品を「コンフォートスムース」として統一化することとなり、商品名が再度変更された。
  - コンフォートスムース フラワーパフューム - ソープ付3枚刃タイプ（ピンクのハンドルカラー）。当初は「スパ ブリーズ（2010年2月発売）」として発売され、2012年4月に替刃を1個（ホルダーに装着済）に減らした新仕様にリニューアルされたが、2015年2月のパッケージリニューアルに合わせて商品名を変更。2018年3月にソープ付製品を「コンフォートスムース」として統一化することとなり、商品名が再度変更された。

### 使い捨てカミソリ
- カスタムシリーズ - 男性用
  - プレミアム リサイクルド - 2021年3月発売。ハンドルに再生プラスチック（ポリプロピレン）を90%使用したコンフォートジェル付3枚刃。3本入、6本入、10本入りの3容量がある。
  - プレミアム ジェルシールド - 2020年4月発売。水を保護クッションに変換させる「ジェルシールドテクノロジー」を採用した3枚刃。3本入と6本入がある。
  - プラス3 プレミアムスムース - 2014年10月に「プラス3 センシティブ」として発売。潤滑スムーサーを搭載した3枚刃。2018年3月にパッケージとハンドルのデザインを変更してリニューアルされ、商品名が変更された。3本入と6本入がある。
  - プラス3 スムース - サスペンション内蔵の3枚刃タイプ。「プラスEX」よりも1.5倍長持ちする。「プラス3 プレミアムスムース」同様、2018年3月にパッケージとハンドルのデザインを変更してリニューアルされ、「プラス3」から商品名が変更された。3本入、6本入、12本入がある。
  - プラスEX - 潤滑スムーサーを搭載した首振式2枚刃。以前は固定式も発売されていたが、現在は首振式のみの発売である。3本入、6本入、10本入がある。
- ヴィーナスシリーズ - 女性用
  - センシティブ - 2012年2月発売。なめらか成分配合のモイスチャーリッチスムーサーを搭載したソフトクッション付3枚刃。

### シェービング剤
- PRO シェービング - 2022年3月発売。従来発売されていた「プログライド」のシェービング剤のパッケージデザインと香りを変更して刷新された男性向けシリーズ。
  - フォーム
  - ジェルフォーム
  - ジェル
- スキンガード シェービング剤 泡タイプ - 2021年3月発売。アルコール（エチルアルコール）、着色剤フリー設計の男性向けフォームタイプ。
- シェービングフォーム ピュア&センシティブ - 2006年2月発売。ビタミンE・アロエ・アラントインを配合した男性向けフォームタイプ。2010年8月にリニューアルし、「ピュア&センシティブ シェービングフォーム」から商品名を変更。
- フュージョン シェービングジェル ピュア&センシティブ - アロエ成分を配合した男性向けジェルフォームタイプ。従来発売されていた「フュージョン シェービングジェル ピュア&センシティブ（2010年8月発売）」の製品名とパッケージを変更。
- サテンケア シェーブジェル センシティブスキン - 2012年4月発売。アロエ成分（アロエベラ液汁末）を配合した女性向けジェルタイプ。

## スポンサー活動

### サッカー
長年FIFAワールドカップのスポンサーであったが、2005年のP&Gとの合併により、翌2006年のドイツ大会を最後に撤退した。

### ゴルフ
- タイガー・ウッズ - プロゴルファー

### ラグビー
- ラグビー日本代表

### ジレットの呪い
イギリスの経済新聞『エコノミスト』に、「ジレットの呪い」という記事が掲載された。同社のCMに起用された一流アスリートが災難に遭うという。タイガー・ウッズは不倫スキャンダルがプレーにも悪影響を及ぼした。テニスのロジャー・フェデラーは2011年にグランドスラム優勝から遠ざかった。サッカーのティエリ・アンリは2010年南アフリカW杯欧州予選プレーオフで故意にハンドを冒した決勝点のアシストを非難され、善人のイメージが崩れた。『サッカーマガジン』は、この3人に加えプロ野球の松坂大輔も一例にあげた。
同紙には掲載されていないが、レーシングドライバーの佐藤琢磨も、起用決定後に所属していたスーパーアグリが撤退、2009年のF1ドライバーシート獲得のためにスクーデリア・トロ・ロッソでのテストを受けたが獲得できず、1年間の浪人生活を送らざるを得なかった。その後2010年からインディカーに転向するが、その前にジレットとのスポンサー契約は切れた。